# Nygatan, Skellefteå

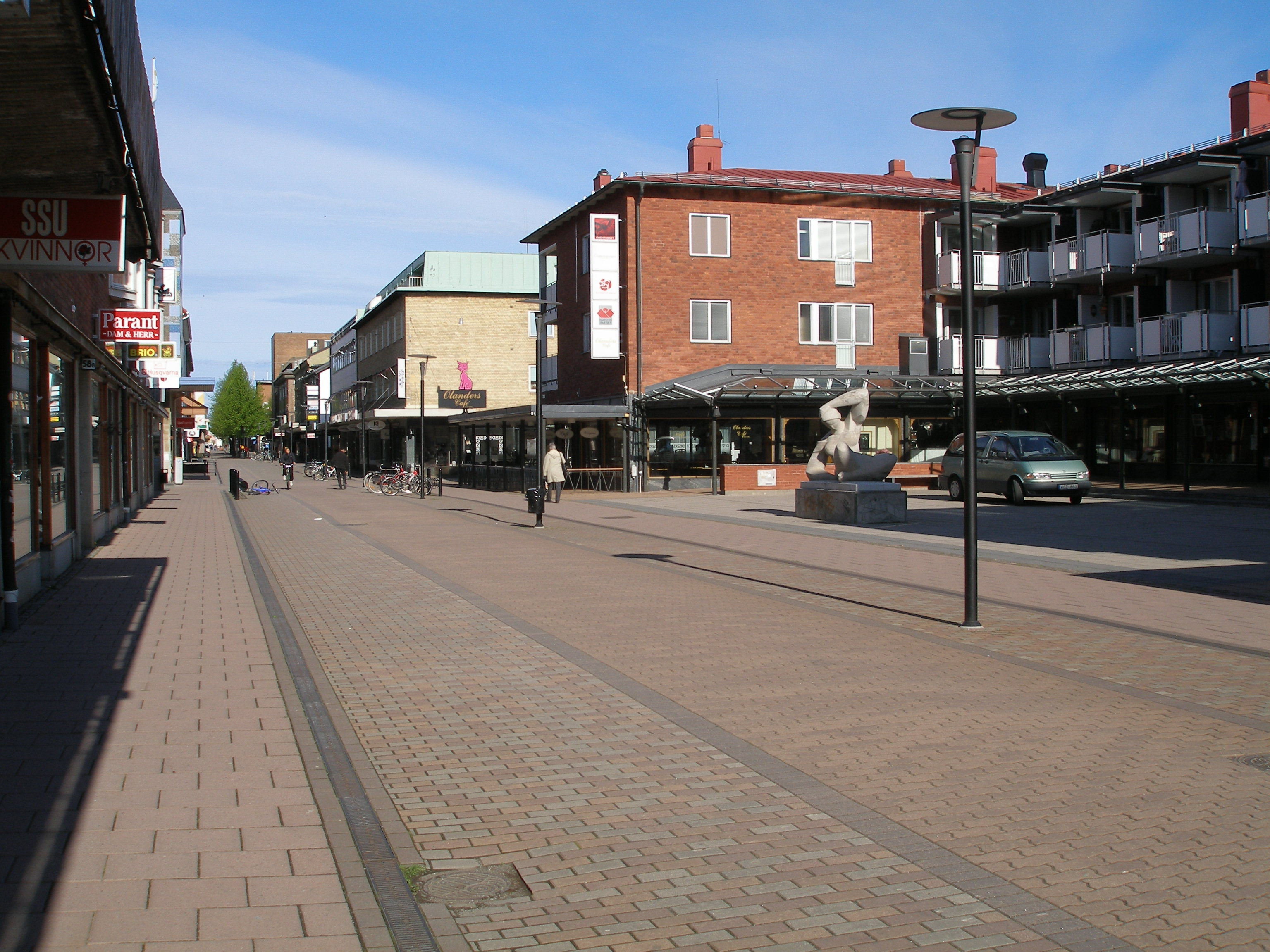
Nygatan vid Odentorget. Vy mot centrum i väster.

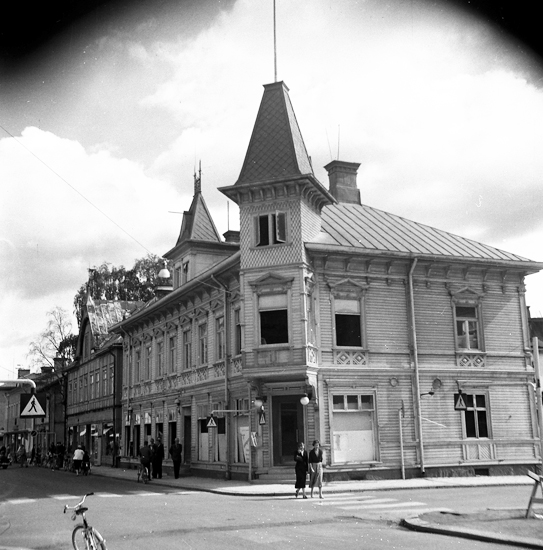
Korsningen Nygatan/Trädgårdsgatan 1956 (kv Lekatten), innan RiksCity byggdes.

Nygatan är en ungefär 1 km lång gata i centrala Skellefteå. Huvuddelen av gatan är gågata och den viktigaste shoppinggatan. Nygatan passerar bland annat Torget och galleriorna Citykompaniet och Vintergatan. Nygatan börjar vid E4 (öster därom heter den Östra Nygatan) och byter namn till Brännavägen i höjd med Baldergymnasiet.
Nygatan fick sitt namn fastställt 1877, dessförinnan kallades den Bakgatan. Ursprungligen låg bland annat Skellefteå stads brandstation längs Nygatan.

## Längs Nygatan
- Arkaden, Skellefteå
- Vintergatan köpcentrum
- Guldtorget
- Citykompaniet
- Häggblomska huset, Storgatan 67